# Far East Air Force (Royal Air Force)
Pour les articles homonymes, voir Far East Air Force.

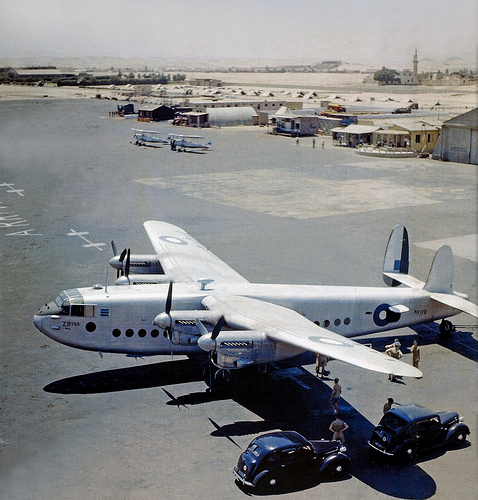
L'avion de transport Avro York utilisé par le Air Chief Marshal Sir Keith Park dirigeant le commandement en 1946. Il utilise la cocarde utilisée par les avions sous le commandement du SEAC South East Asia Command pour éviter toute ambiguïté avec le Hinomaru, la cocarde japonaise rouge.

L'ancienne Royal Air Force Far East Air Force, plus simplement connue sous le nom de RAF Far East Air Force, était l'organisation de commandement qui contrôlait toutes les ressources de la Royal Air Force sur le théâtre d'Asie du Sud-Est de la guerre du Pacifique. Il fut formé à l'origine comme Air Command, South East Asia en 1943, pendant la Seconde Guerre mondiale. En 1946, cela fut rebaptisé RAF Air Command Far East, et enfin Far East Air Force en juin 1949.
Le commandement fut dissous le 31 octobre 1971.